# آنتانیمنا
آنتانیمنا (به لاتین: Antanimena) یک منطقهٔ مسکونی در ماداگاسکار است که در تولیارا دوم واقع شده‌است. آنتانیمنا ۴٬۰۰۰ نفر جمعیت دارد و ۱۴۶ متر بالاتر از سطح دریا واقع شده‌است.